# Nemocnice Bikur cholim

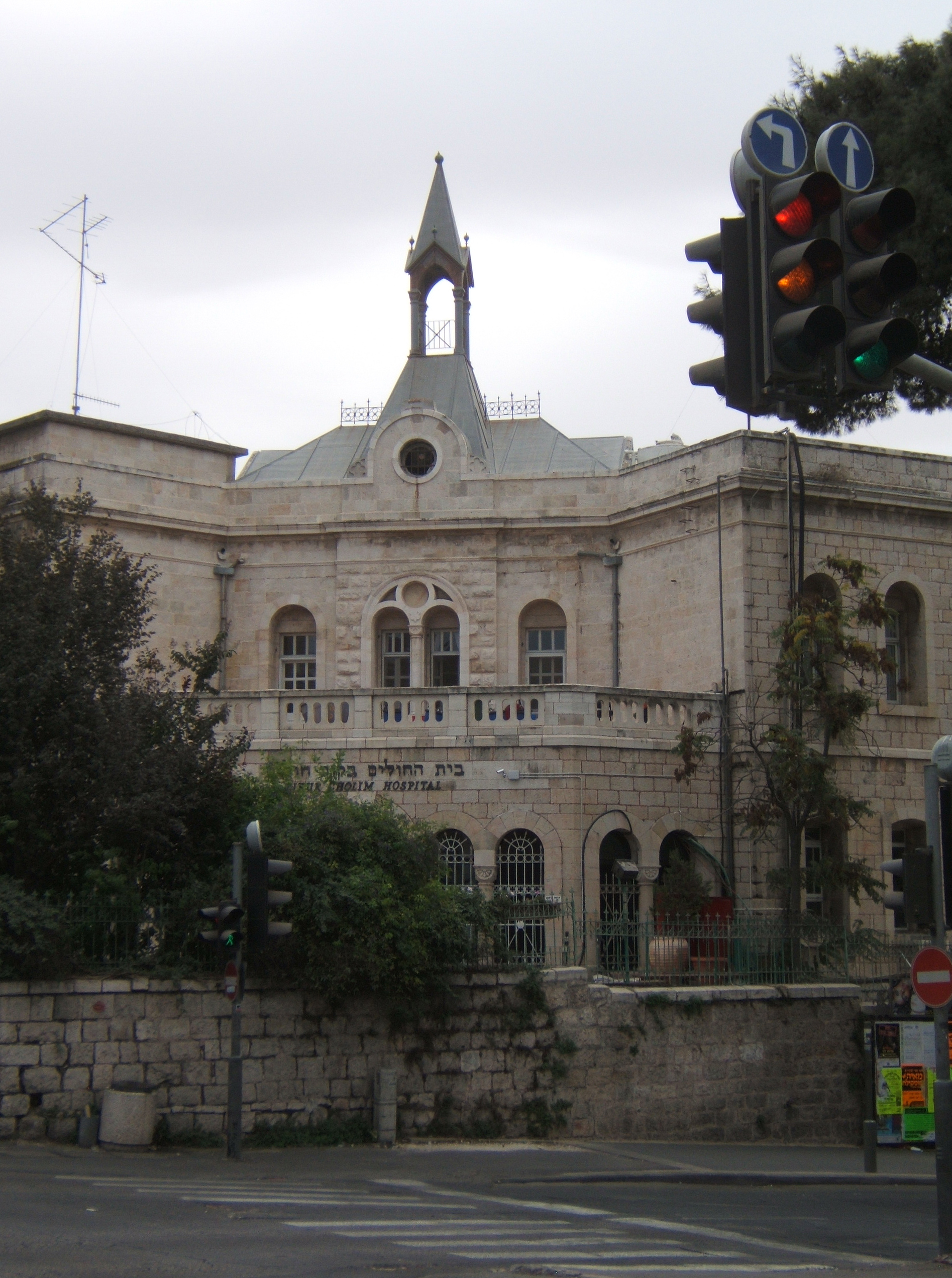
Budova nemocnice

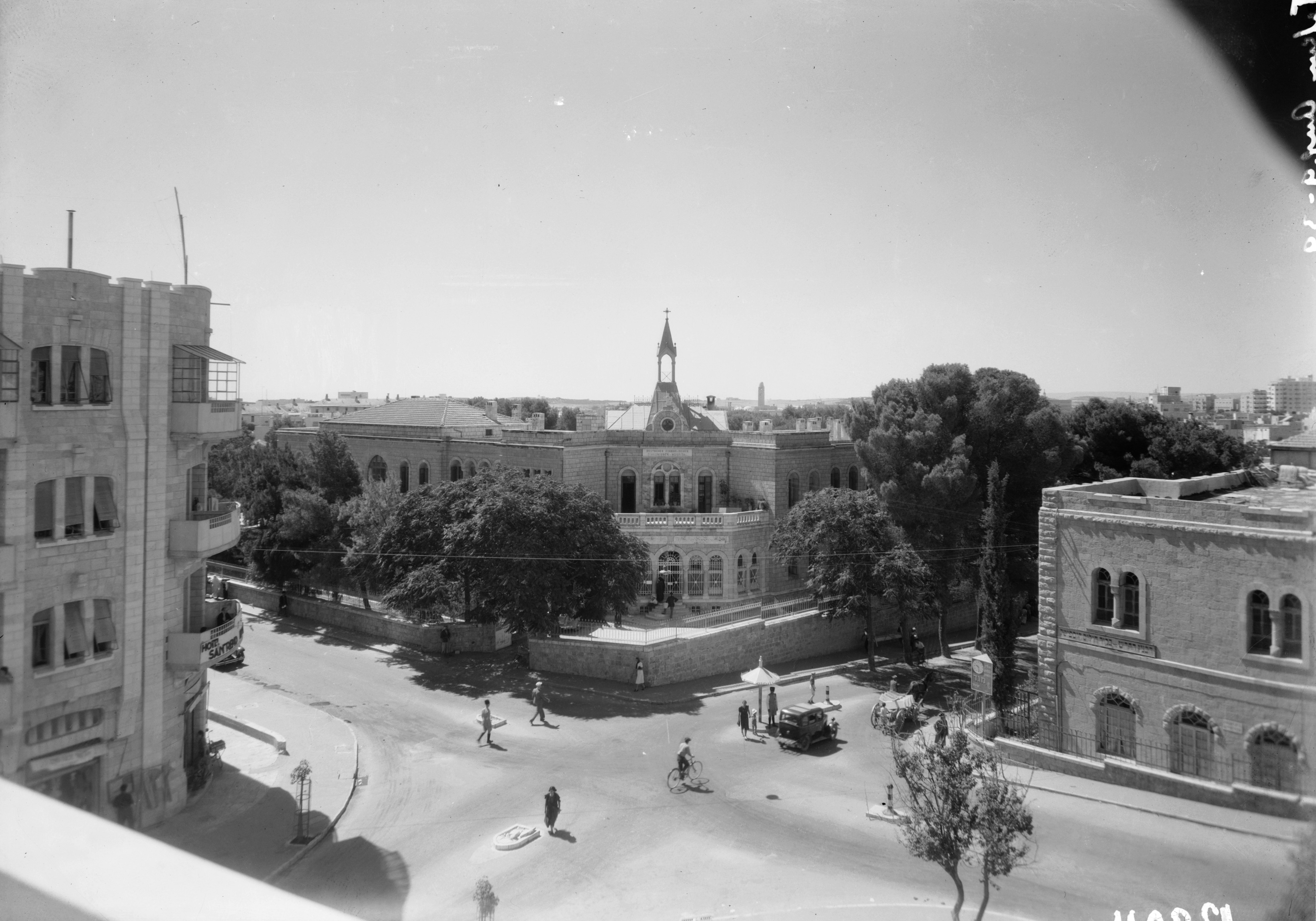
Areál nemocnice na archivním snímku z roku 1939

Nemocnice Bikur cholim (hebrejsky: בית החולים ביקור חולים, Bejt ha-cholim Bikur cholim) je nemocnice v Jeruzalému v Izraeli.

## Geografie
Leží v nadmořské výšce cca 800 metrů, cca 1 kilometr severozápadně od historického jádra Jeruzaléma nedaleko křižovatky třídy Derech Jafo a ulice King George v centrální částí Západního Jeruzaléma Lev ha-Ir. Na severovýchodě odtud začíná čtvrť Me'a Še'arim.

## Popis
Byla založena roku 1826. Původně sídlila ve Starém Městě. Nynější areál byl uveden do provozu roku 1925, později průběžně doplňován a modernizován. Po válce v roce 1948 úloha nemocnice vzrostla, protože z provozu byla tehdy vyřazena nemocnice Hadasa na hoře Skopus. Nemocnice má náboženský charakter a slouží zejména populaci ultraortodoxních Židů. Pracuje zde cca 650 zaměstnanců, z toho téměř 120 lékařů a 225 zdravotních sester. Ředitelem ústavu je Rafa'el Polak.